# Président du Conseil des ministres de Pologne
Le président du Conseil des ministres (en polonais : Prezes Rady Ministrów) – souvent nommé par simplification en français Premier ministre – est le chef du gouvernement polonais.

## Titre officiel
Le chef du gouvernement polonais porte officiellement le titre de Prezes Rady Ministrów, qui se traduit littéralement par « président du Conseil des ministres ». Toutefois, il est couramment désigné en Pologne sous le vocable polonais d'origine française Premier, et comme « Premier ministre » en français.

## Nomination

### Désignation puis vote de confiance
Le président du Conseil des ministres est désigné par le président de la République, dans les quatorze jours qui suivent la séance constitutive de la Diète ou la démission du gouvernement. Dans les quatorze jours suivant sa nomination, le président du Conseil des ministres présente aux députés le programme de son cabinet et pose la question de confiance, l'investiture lui étant accordée à la majorité absolue.
Si le premier délai de quatorze jours est dépassé sans qu'un président du Conseil des ministres ait été désigné ou que l'investiture ne lui a pas été accordée, la Diète, à la majorité absolue, élit elle-même, dans un délai de quatorze jours, un titulaire pour cette fonction. En cas d'échec de cette procédure, le chef de l'État choisit un nouveau chef du gouvernement, qui recevra la confiance des députés à la majorité simple. Dans le cas contraire, le président convoquera des élections législatives anticipées.

### Serment
Une fois nommé ou ayant obtenu la confiance de la Diète dans le cas où il a été élu par celle-ci, le chef du gouvernement prête le serment suivant devant le chef de l'État : « Prenant la fonction de président du Conseil des ministres, je jure solennellement de rester fidèle aux dispositions de la Constitution et aux autres lois de la république de Pologne et que le bien de la Patrie et la prospérité des citoyens seront toujours mon impératif suprême. ». Il peut y ajouter « Que Dieu me vienne en aide ».

## Pouvoirs

### Vis-à-vis du gouvernement
Le président du Conseil des ministres représente le gouvernement, dirige les travaux du conseil des ministres, édicte les actes réglementaires et assure la mise en œuvre du programme politique gouvernemental, dont il définit les modes de réalisation. En outre, il coordonne et contrôle l'activité des ministres, exerce le contrôle sur les collectivités territoriales, dans les limites de la Constitution et de la loi. Enfin, il est le supérieur hiérarchique de l'ensemble de la fonction publique.

### Rapports avec le président de la République
En compagnie du ministre des Affaires étrangères, le président du Conseil des ministres coopère avec le président de la République sur la politique étrangère. En temps de guerre, il lui propose la nomination, éventuellement la révocation, du commandant en chef des forces armées, et, en cas de menace extérieure directe pour le pays, de décréter la mobilisation générale. En principe, il exerce le contreseing des décisions présidentielles, mais en sont notamment exclus la convocation des élections au Parlement et la réunion des chambres nouvellement élues, la convocation d'un référendum, la nomination des juges, l'exercice du droit de grâce, l'octroi de la nationalité et la nomination de nombreuses autorités administratives.

### Rapports avec la Diète
Le président du Conseil des ministres est tenu d'informer la Diète de son intention de soumettre à ratification du président de la République les traités internationaux ne nécessitant pas de ratification parlementaire, de répondre aux interpellations et questions des députés dans un délai de vingt-et-un jours, et aux questions portant sur les affaires courantes immédiatement.
Il a la possibilité de poser la question de confiance aux députés, celle-ci lui étant renouvelée à la majorité simple, et de lui demander de prononcer la dissolution de la diétine d'une voïvodie en cas de violation de la loi ou de la Constitution.

### Rapports avec les autres institutions
Il peut saisir le Tribunal constitutionnel pour contester la conformité d'une loi ou d'un traité à la Constitution, la conformité d'une loi à un traité ratifié, la conformité des actes réglementaires de l'État à la Constitution, aux traités et aux lois, et pour qu'il tranche un conflit de compétences entre les organes de l'État.

## Mise en jeu de la responsabilité

### Politique
La responsabilité politique du cabinet est mis en cause au moyen du vote, par la Diète, d'une motion de censure. Celle-ci doit recueillir l'approbation de la majorité des députés, soir 231 voix, pour être adoptée, et prévoit le nom du nouveau président du Conseil des ministres.

### Juridique
En cas de violation de la Constitution ou de la législation dans l'exercice de ses fonctions, le président du Conseil des ministres est responsable devant le tribunal d'État, après avoir été mis en accusation par la Diète au moyen d'un vote à la majorité des trois cinquièmes de ses membres, sur l'initiative d'un quart d'entre eux ou du président de la République.

## Fin de mandat
Le mandat du président du Conseil des ministres prend fin par décès ou démission. La démission est obligatoire lors de la réunion constitutive de la Diète nouvellement élue, lorsqu'elle n'accorde pas la confiance du gouvernement ou vote une motion de censure. Il peut également démissionner de sa propre initiative, le président de la République pouvant alors s'y opposer. Il continue d'expédier les affaires courantes jusqu'à la formation d'un nouveau cabinet.

## Incompatibilités
Il peut être titulaire d'un ministère, présider un comité gouvernemental, exercer un mandat de député ou sénateur. La majorité des présidents du Conseil des ministres depuis 1989 sont d'ailleurs membres de la Diète. 
En revanche, il ne peut être simultanément chef de l'État ou dirigeant d'une haute institution de l'État, comme la Banque nationale de Pologne, ni à la tête d'une collectivité territoriale.

## Liste des titulaires
Le président du Conseil est, depuis le 13 décembre 2023, Donald Tusk, membre de Plate-forme civique (PO). Il succède à Mateusz Morawiecki, membre de Droit et justice (PiS).